# Benito Juárez (kommun), Guerrero
Benito Juárez är en kommun i Mexiko.   Den ligger i delstaten Guerrero, i den södra delen av landet, 290 km sydväst om huvudstaden Mexico City. Antalet invånare är 15 019. Arean är 285 kvadratkilometer.
Terrängen i Benito Juárez är varierad.
Följande samhällen finns i Benito Juárez:
- San Jerónimo de Juárez
- Arenal de Álvarez
- Arenal de Gómez
- Arenal del Centro
- Llano Real
- Llano de la Puerta
- Los Órganos
- Paraíso Escondido